# Gospa Bovaryjeva
Gospa Bovaryjeva (francosko Madame Bovary) je francoski realistični roman s podnaslovom Podeželske nravi avtorja Gustava Flauberta. Roman je najprej izšel leta 1856 v šestih nadaljevanjih v literarni reviji Revue de Paris. Prva verzija dela je izšla leta 1857, končna izdaja, s Flaubertovimi popravki, po kateri je roman tudi preveden, pa leta 1873. V slovenščino je delo leta 1915 prvič prevedel Vladimir Levstik.
Tema romana je izpraznjenost zakona in malomeščanskega življenja. Glavna junakinja, zdolgočasena v svojem zatohlem, malomeščanskem zakonu, išče uteho v ljubezenskih avanturah.

## Vsebina
Zgodba se dogaja v 19. stoletju v Franciji, v Normandiji. Roman se prične z opisom Charlesa Bovaryja, podeželskega zdravnika iz mesta Rouen. Ema Rouault živi pri nunah, se tam šola, kratkočasi s prebiranjem romantičnih romanov in si na tej osnovi predstavlja zakon in družino. Poroči se s Charlesom, ki pa je njeno pravo nasprotje. Živita v majhnem, malomeščanskem mestu Tostes. Emo začne življenje ob Charlesu dolgočasiti, saj je drugačno od tistega iz romanov.  Mož ji postaja vsak dan bolj zoprn, tako začne bolehati. Kmalu se zakonca zato preselita v mesto Yonvill de l'Abbaye. Ema tam rodi punčko, a tudi materinstvo ji ne pomeni veliko, zato začne iskati tisto, česar nima v zakonu, ljubezen. Njen prvi ljubimec je Rodolphe, ki pa se je kmalu naveliča. V mestu Rouen se Ema sreča z drugim ljubimcem, Leonom, vendar je tudi ta zveza obsojena na neuspeh. Ema se vse bolj zadolžuje, saj želi denarno pomagati Leonu. Na koncu Ema ne vidi več rešitve iz denarne ter psihične krize, odloči se narediti samomor z arzenikom, ki ga dobi pri lekarnarju Homaisu. Charles na koncu pošlje hčer k teti, kjer jo čaka prihodnost delavke v tovarni, sam ni več čisto pri pameti, tako na koncu umre.

## Izdaje
- Prva slovenska izdaja romana iz leta 1915 (COBISS)
- Ena izmed novejših izdaj romana iz leta 1996 (COBISS)
- Francoska izdaja romana iz leta 1894 (COBISS)